# ISO 3166-2:UG
ISO 3166-2:UG es la entrada para Uganda en ISO 3166-2, parte de los códigos de normalización ISO 3166 publicados por la Organización Internacional de Normalización (ISO), que define los códigos para los nombres de las principales subdivisiones (p.ej., provincias o estados) de todos los países codificados en ISO 3166-1.
En la actualidad, para Uganda, los códigos ISO 3166-2 se definen para 4 regiones geográficas, 134 distritos y 1 ciudad, Kampala, la capital del país.
Cada código consta de dos partes, separadas por un guion. La primera parte es UG, el código ISO 3166-1 alfa-2 para Uganda. La segunda parte es, según el caso:
- una letra: regiones geográficas
- tres cifras: distritos y ciudad

Para los distritos, la primera cifra indica la región geográfica a la que pertenece el distrito:
- 1: Central
- 2: Este
- 3: Norte
- 4: Oeste

## Códigos actuales
Los nombres de las subdivisiones se ordenan según el estándar ISO 3166-2 publicado por la Agencia de Mantenimiento ISO 3166 (ISO 3166/MA).
Pulsa sobre el botón en la cabecera para ordenar cada columna.

### Regiones geográficas
| Código | Nombre de la subdivisión (en) |
| ------ | ----------------------------- |
| UG-C   | Central                       |
| UG-E   | Este                          |
| UG-N   | Norte                         |
| UG-W   | Oeste                         |

### Distritos y ciudades
| Code   | Nombre de la subdivisión (en) | Categoríade la subdivisión | Región geográfica |
| ------ | ----------------------------- | -------------------------- | ----------------- |
| UG-314 | Abim                          | distrito                   | Norte             |
| UG-301 | Adjumani                      | distrito                   | Norte             |
| UG-322 | Agago                         | distrito                   | Norte             |
| UG-323 | Alebtong                      | distrito                   | Norte             |
| UG-315 | Amolatar                      | distrito                   | Norte             |
| UG-324 | Amudat                        | distrito                   | Norte             |
| UG-216 | Amuria                        | distrito                   | Este              |
| UG-316 | Amuru                         | distrito                   | Norte             |
| UG-302 | Apac                          | distrito                   | Norte             |
| UG-303 | Arua                          | distrito                   | Norte             |
| UG-217 | Budaka                        | distrito                   | Este              |
| UG-218 | Bududa                        | distrito                   | Este              |
| UG-201 | Bugiri                        | distrito                   | Este              |
| UG-235 | Bugweri                       | distrito                   | Este              |
| UG-420 | Buhweju                       | distrito                   | Oeste             |
| UG-117 | Buikwe                        | distrito                   | Central           |
| UG-219 | Bukedea                       | distrito                   | Este              |
| UG-118 | Bukomansimbi                  | distrito                   | Central           |
| UG-220 | Bukwo                         | distrito                   | Este              |
| UG-225 | Bulambuli                     | distrito                   | Este              |
| UG-416 | Buliisa                       | distrito                   | Oeste             |
| UG-401 | Bundibugyo                    | distrito                   | Oeste             |
| UG-430 | Bunyangabu                    | distrito                   | Oeste             |
| UG-402 | Busehnyi                      | distrito                   | Oeste             |
| UG-202 | Busia                         | distrito                   | Este              |
| UG-221 | Butaleja                      | distrito                   | Este              |
| UG-119 | Butambala                     | distrito                   | Central           |
| UG-233 | Butebo                        | distrito                   | Este              |
| UG-120 | Buvuma                        | distrito                   | Central           |
| UG-226 | Buyende                       | distrito                   | Este              |
| UG-317 | Dokolo                        | distrito                   | Norte             |
| UG-121 | Gomba                         | distrito                   | Central           |
| UG-304 | Gulu                          | distrito                   | Norte             |
| UG-403 | Hoima                         | distrito                   | Oeste             |
| UG-417 | Ibanda                        | distrito                   | Oeste             |
| UG-203 | Iganga                        | distrito                   | Este              |
| UG-418 | Isingiro                      | distrito                   | Oeste             |
| UG-204 | Jinja                         | distrito                   | Este              |
| UG-318 | Kaabong                       | distrito                   | Norte             |
| UG-404 | Kabale                        | distrito                   | Oeste             |
| UG-405 | Kabarole                      | distrito                   | Oeste             |
| UG-213 | Kaberamaido                   | distrito                   | Este              |
| UG-427 | Kagadi                        | distrito                   | Oeste             |
| UG-428 | Kakumiro                      | distrito                   | Oeste             |
| UG-237 | Kalaki                        | distrito                   | Este              |
| UG-101 | Kalangala                     | distrito                   | Central           |
| UG-222 | Kaliro                        | distrito                   | Este              |
| UG-122 | Kalungu                       | distrito                   | Central           |
| UG-102 | Kampala                       | ciudad                     | Central           |
| UG-205 | Kamuli                        | distrito                   | Este              |
| UG-413 | Kamwenge                      | distrito                   | Oeste             |
| UG-414 | Kanungu                       | distrito                   | Oeste             |
| UG-206 | Kapchorwa                     | distrito                   | Este              |
| UG-236 | Kapelebyong                   | distrito                   | Este              |
| UG-335 | Karenga                       | distrito                   | Norte             |
| UG-126 | Kasanda                       | distrito                   | Central           |
| UG-406 | Kasese                        | distrito                   | Oeste             |
| UG-207 | Katakwi                       | distrito                   | Este              |
| UG-112 | Kayunga                       | distrito                   | Central           |
| UG-433 | Kazo                          | distrito                   | Oeste             |
| UG-407 | Kibaale                       | distrito                   | Oeste             |
| UG-103 | Kiboga                        | distrito                   | Central           |
| UG-227 | Kibuku                        | distrito                   | Este              |
| UG-432 | Kikuube                       | distrito                   | Oeste             |
| UG-419 | Kiruhura                      | distrito                   | Oeste             |
| UG-421 | Kiryandongo                   | distrito                   | Oeste             |
| UG-408 | Kisoro                        | distrito                   | Oeste             |
| UG-434 | Kitagwenda                    | distrito                   | Oeste             |
| UG-305 | Kitgum                        | distrito                   | Norte             |
| UG-319 | Koboko                        | distrito                   | Norte             |
| UG-325 | Kole                          | distrito                   | Norte             |
| UG-306 | Kotido                        | distrito                   | Norte             |
| UG-208 | Kumi                          | distrito                   | Este              |
| UG-333 | Kwania                        | distrito                   | Norte             |
| UG-228 | Kween                         | distrito                   | Este              |
| UG-123 | Kyankwanzi                    | distrito                   | Central           |
| UG-422 | Kyegegwa                      | distrito                   | Oeste             |
| UG-415 | Kyenjojo                      | distrito                   | Oeste             |
| UG-125 | Kyotera                       | distrito                   | Central           |
| UG-326 | Lamwo                         | distrito                   | Norte             |
| UG-307 | Lira                          | distrito                   | Norte             |
| UG-229 | Luuka                         | distrito                   | Este              |
| UG-104 | Luwero                        | distrito                   | Central           |
| UG-124 | Lwengo                        | distrito                   | Central           |
| UG-114 | Lyantonde                     | distrito                   | Central           |
| UG-336 | Madi-Okollo                   | distrito                   | Norte             |
| UG-223 | Manafwa                       | distrito                   | Este              |
| UG-320 | Maracha                       | distrito                   | Norte             |
| UG-105 | Masaka                        | distrito                   | Central           |
| UG-409 | Masindi                       | distrito                   | Oeste             |
| UG-214 | Mayuge                        | distrito                   | Este              |
| UG-209 | Mbale                         | distrito                   | Este              |
| UG-410 | Mbarara                       | distrito                   | Oeste             |
| UG-423 | Mitooma                       | distrito                   | Oeste             |
| UG-115 | Mityana                       | distrito                   | Central           |
| UG-308 | Moroto                        | distrito                   | Norte             |
| UG-309 | Moyo                          | distrito                   | Norte             |
| UG-106 | Mpigi                         | distrito                   | Central           |
| UG-107 | Mubende                       | distrito                   | Central           |
| UG-108 | Mukono                        | distrito                   | Central           |
| UG-334 | Nabilatuk                     | distrito                   | Norte             |
| UG-311 | Nakapiripirit                 | distrito                   | Norte             |
| UG-116 | Nakaseke                      | distrito                   | Central           |
| UG-109 | Nakasongola                   | distrito                   | Central           |
| UG-230 | Namayingo                     | distrito                   | Este              |
| UG-234 | Namisindwa                    | distrito                   | Este              |
| UG-224 | Namutumba                     | distrito                   | Este              |
| UG-327 | Napak                         | distrito                   | Norte             |
| UG-310 | Nebbi                         | distrito                   | Norte             |
| UG-231 | Ngora                         | distrito                   | Este              |
| UG-424 | Ntoroko                       | distrito                   | Oeste             |
| UG-411 | Ntungamo                      | distrito                   | Oeste             |
| UG-328 | Nwoya                         | distrito                   | Norte             |
| UG-337 | Obongi                        | distrito                   | Norte             |
| UG-331 | Omoro                         | distrito                   | Norte             |
| UG-329 | Otuke                         | distrito                   | Norte             |
| UG-321 | Oyam                          | distrito                   | Norte             |
| UG-312 | Pader                         | distrito                   | Norte             |
| UG-332 | Pakwach                       | distrito                   | Norte             |
| UG-210 | Pallisa                       | distrito                   | Este              |
| UG-110 | Rakai                         | distrito                   | Central           |
| UG-429 | Rubanda                       | distrito                   | Oeste             |
| UG-425 | Rubirizi                      | distrito                   | Oeste             |
| UG-431 | Rukiga                        | distrito                   | Oeste             |
| UG-412 | Rukungiri                     | distrito                   | Oeste             |
| UG-435 | Rwampara                      | distrito                   | Oeste             |
| UG-111 | Sembabule                     | distrito                   | Central           |
| UG-232 | Serere                        | distrito                   | Este              |
| UG-426 | Sheema                        | distrito                   | Oeste             |
| UG-215 | Sironko                       | distrito                   | Este              |
| UG-211 | Soroti                        | distrito                   | Este              |
| UG-212 | Tororo                        | distrito                   | Este              |
| UG-113 | Wakiso                        | distrito                   | Central           |
| UG-313 | Yumbe                         | distrito                   | Norte             |
| UG-330 | Zombo                         | distrito                   | Norte             |

## Cambios
Los siguientes cambios de entradas han sido anunciados en los boletines de noticias emitidos por el ISO 3166/MA desde la primera publicación del ISO 3166-2 en 1998, cesando esta actividad informativa en 2013.
| Informe                       | Fecha de emisión                  | Descripción del cambio reportado | Cambio de código o subdivisión |
| ----------------------------- | --------------------------------- | --- | --- |
| Newsletter I-3                | 2002-08-20                        | Se añaden 6 nuevos distritos | Subdivisiones añadidas:UG-AJM Adjumani UG-BUG Bugiri UG-BUA Busia UG-KAT Katakwi UG-NAK Nakasongola UG-SEM Sembabule |
| Newsletter I-5                | 5/9/2003                          | Se añaden 11 nuevos distritos. Se actualizan las fuentes de lista y de código | Subdivisiones añadidas:UG-213 Kaberamaido UG-413 Kamwenge UG-414 Kanungu UG-112 Kayunga UG-415 Kyenjojo UG-214 Mayuge UG-311 Nakapiripirit UG-312 Pader UG-215 Sironko UG-113 Wakiso UG-313 Yumbe Códigos: cambio de formato (véase abajo)                                                                                              |
| Newsletter I-9                | 28/11/2007                        | Se añaden las divisiones administrativas y sus códigos | Subdivisiones añadidas:UG-317 Abim UG-314 Amolatar UG-216 Amuria UG-319 Amuru UG-217 Budaka UG-218 Bukwa UG-419 Bulisa UG-219 Butaleja UG-318 Dokolo UG-416 Ibanda UG-417 Isingiro UG-315 Kaabong UG-220 Kaliro UG-418 Kiruhura UG-316 Koboko UG-221 Manafwa UG-320 Maracha UG-114 Mityana UG-115 Nakaseke UG-222 Namutumba UG-321 Oyam |
| Newsletter II-1               | 3/2/2010 (corregido el 19/2/2010) | Se añade el prefijo del código del país como primer elemento del código, actualización administrativa, reordenación alfabética | Subdivisiones añadidas:UG-223 Bududa UG-224 Bukedea UG-116 Lyantonde |
| Plataforma en línea de la ISO | 3/11/2014                         | Se añaden 32 distritos de UG-117 a UG- 124, de UG-225a UG-232 , de UG-322 a UG-331 y de UG-420 a UG-425; se cambia la categoría de subdivisión de distrito a ciudad para UG-102 | (TBD) |
| Plataforma en línea de la ISO | 25/11/2016                        | Se actualizan las fuentes de los códigos y de la lista; cambia la subdivisión principal de UG-325; se borran los asteriscos de distritos; cambian los códigos de subdivisión: de UG-114 a UG-115, de UG-115 a UG-116, de UG-116 a UG-114, de UG-218 a UG-220, de UG-219 a UG-221, de UG-220 a UG-222, de UG-221 a UG-223, de UG-222 a UG-224, de UG-223 a UG-218, de UG-224 a UG-219, de UG-314 a UG-315, de UG-315 a UG-318, de UG-316 a UG-319, de UG-317 a UG-314, de UG-318 a UG-317, de UG-319 a UG-316, de UG-325 a UG-420, de UG-326 a UG-325, de UG-327 a UG-326, de UG-328 a UG-327, de UG-329 a UG-328, de UG-330 a UG-329, de UG-331 a UG-330, de UG-416 a UG-417, de UG-417 a UG-418, de UG-418 a UG-419, de UG-419 a UG-416, de UG-420 a UG-421, de UG-421 a UG-422, de UG-422 a UG-423, de UG-423 a UG-424, de UG-424 a UG-425, de UG-425 a UG-426 | (TBD) |
| Plataforma en línea de la ISO | 23/11/2017                        | Se añaden los distritos UG-125, UG-233, UG-234, UG-331, UG-332, UG-427, UG-428, UG-429, UG-430, UG-431; se actualiza la fuente de la lista | (TBD) |
| Plataforma en línea de la ISO | 26/11/2018                        | Se añaden los distritos UG-126, UG-235, UG-236, UG-333, UG-334, UG-432; se actualiza la fuente de la lista | (TBD) |
| Plataforma en línea de la ISO | 24/11/2020                        | Se añade el distrito UG-237, UG-335, UG-336, UG-337, UG-433, UG-434, UG-435; Cambio ortográfico de UG-220; Se quita un asterisco de UG-125, UG-126, UG-233, UG-234, UG-235, UG-236, UG-331, UG-332, UG-333, UG-334, UG-427, UG-428, UG-429, UG-430, UG-431, UG-432 | (TBD) |

### Códigos cambiados en Newsletter I-5
| Antes  | Después | Nombre de la subdivisión |
| ------ | ------- | ------------------------ |
| UG-AJM | UG-301  | Adjumani                 |
| UG-APA | UG-302  | Apac                     |
| UG-ARU | UG-303  | Arua                     |
| UG-BUG | UG-201  | Bugiri                   |
| UG-BUN | UG-401  | Bundibugyo               |
| UG-BUS | UG-402  | Bushenyi                 |
| UG-BUA | UG-202  | Busia                    |
| UG-GUL | UG-304  | Gulu                     |
| UG-HOI | UG-403  | Hoima                    |
| UG-IGA | UG-203  | Iganga                   |
| UG-JIN | UG-204  | Jinja                    |
| UG-KBL | UG-404  | Kabale                   |
| UG-KBR | UG-405  | Kabarole                 |
| UG-KLG | UG-101  | Kalangala                |
| UG-KLA | UG-102  | Kampala                  |
| UG-KLI | UG-205  | Kamuli                   |
| UG-KAP | UG-206  | Kapchorwa                |
| UG-KAS | UG-406  | Kasese                   |
| UG-KAT | UG-207  | Katakwi                  |
| UG-KLE | UG-407  | Kibaale                  |
| UG-KIB | UG-103  | Kiboga                   |
| UG-KIS | UG-408  | Kisoro                   |
| UG-KIT | UG-305  | Kitgum                   |
| UG-KOT | UG-306  | Kotido                   |
| UG-KUM | UG-208  | Kumi                     |
| UG-LIR | UG-307  | Lira                     |
| UG-LUW | UG-104  | Luwero                   |
| UG-MSK | UG-105  | Masaka                   |
| UG-MSI | UG-409  | Masindi                  |
| UG-MBL | UG-209  | Mbale                    |
| UG-MBR | UG-410  | Mbarara                  |
| UG-MOR | UG-308  | Moroto                   |
| UG-MOY | UG-309  | Moyo                     |
| UG-MPI | UG-106  | Mpigi                    |
| UG-MUB | UG-107  | Mubende                  |
| UG-MUK | UG-108  | Mukono                   |
| UG-NAK | UG-109  | Nakasongola              |
| UG-NEB | UG-310  | Nebbi                    |
| UG-NTU | UG-411  | Ntungamo                 |
| UG-PAL | UG-210  | Pallisa                  |
| UG-RAK | UG-110  | Rakai                    |
| UG-RUK | UG-412  | Rukungiri                |
| UG-SEM | UG-111  | Sembabule                |
| UG-SOR | UG-211  | Soroti                   |
| UG-TOR | UG-212  | Tororo                   |